# Wasserschloss Fürstlich Drehna

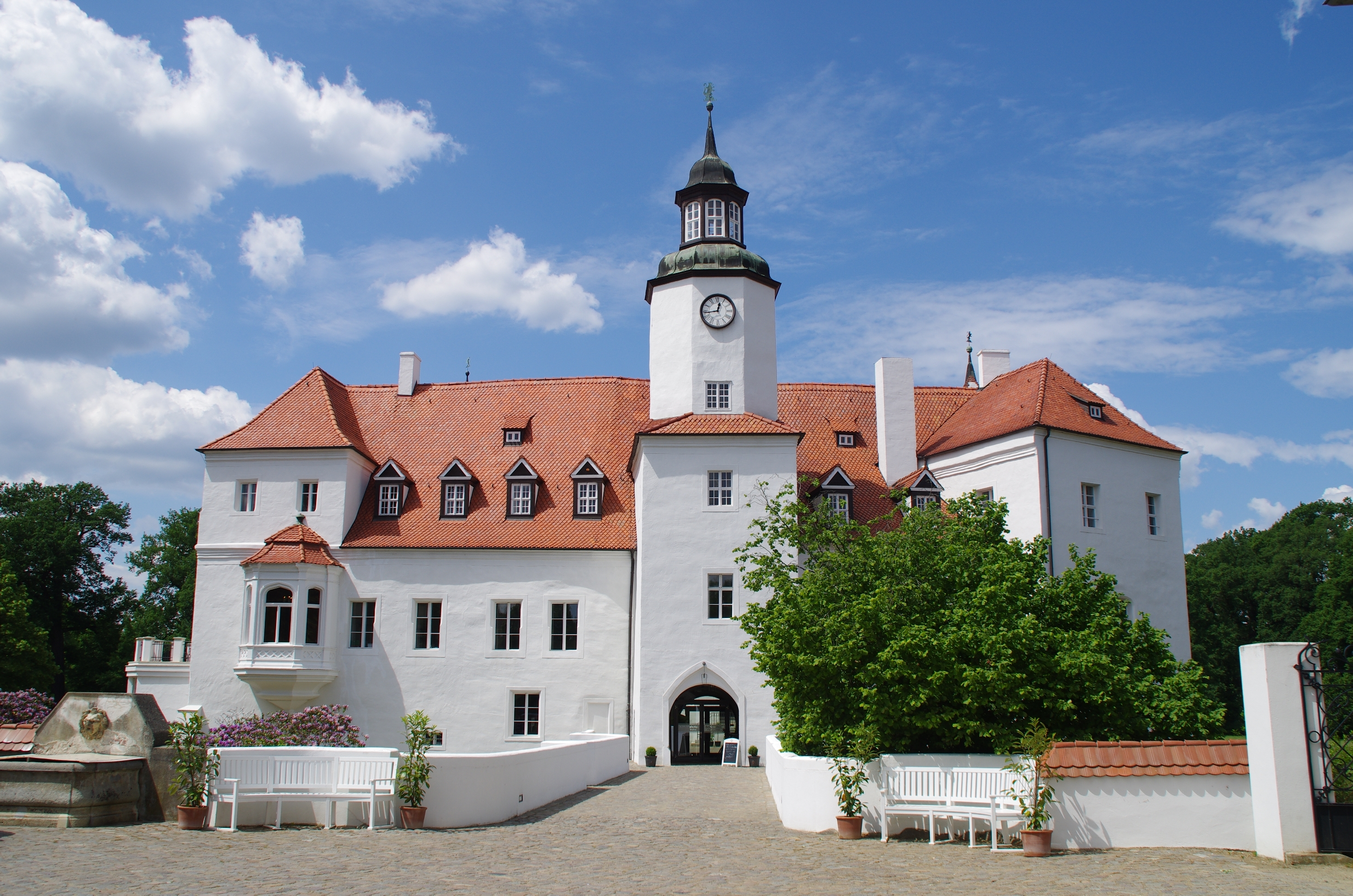
Wasserschloss Fürstlich Drehna (2012)

Das Wasserschloss Fürstlich Drehna ist ein Wasserschloss in Brandenburg. Es liegt im Süden des Landes in Fürstlich Drehna, einem Ortsteil der Stadt Luckau im Landkreis Dahme-Spreewald. Der Renaissancebau war ab dem 14. Jahrhundert Sitz der Niederlausitzer Standesherrschaft Drehna. Das Schloss sowie der Schlosspark und Pavillon, der Gutshof und das Amtsgebäude sind in der Denkmalliste des Landes Brandenburg als Baudenkmale ausgewiesen.

## Architektur und Baugeschichte

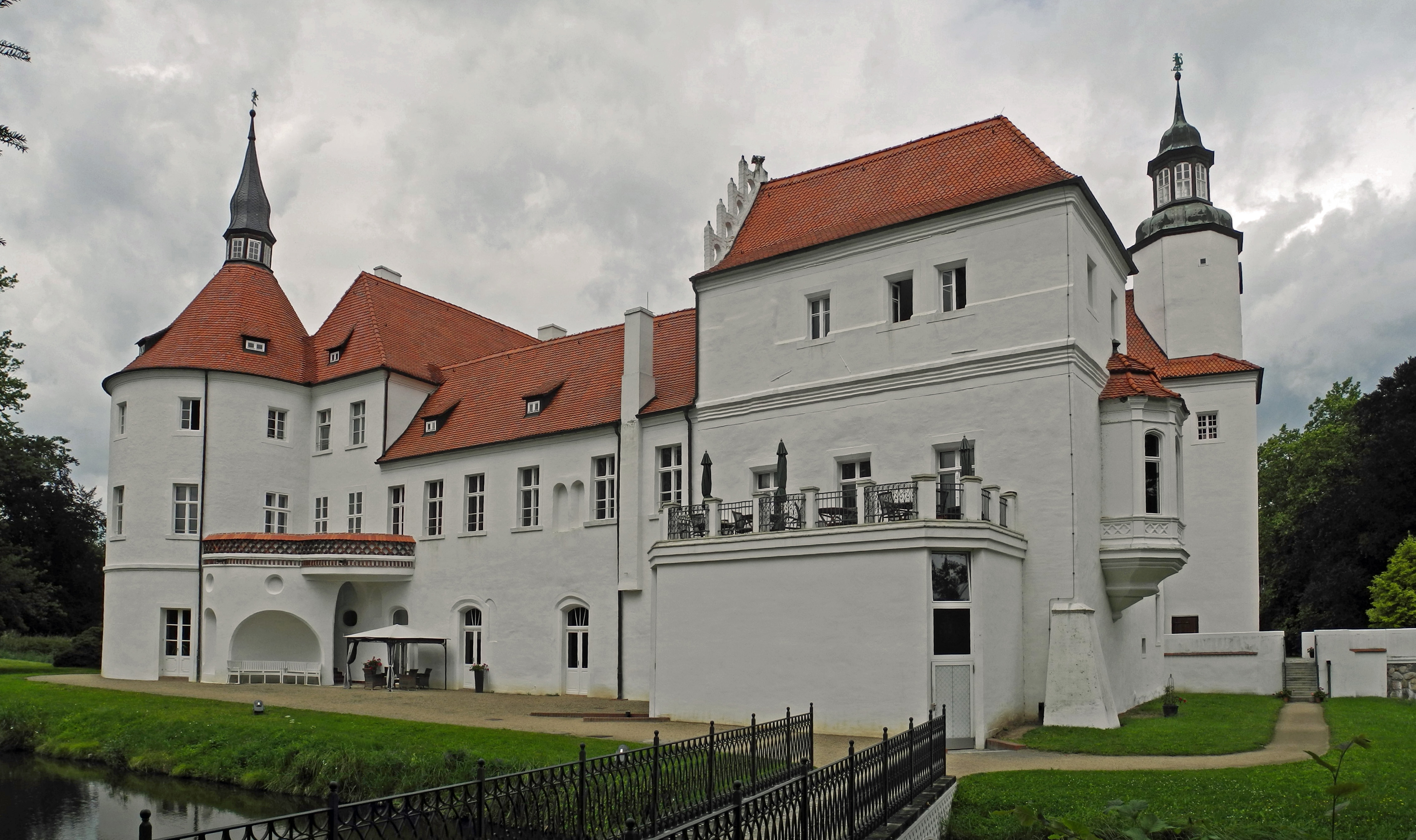
Parkseite des Schlosses

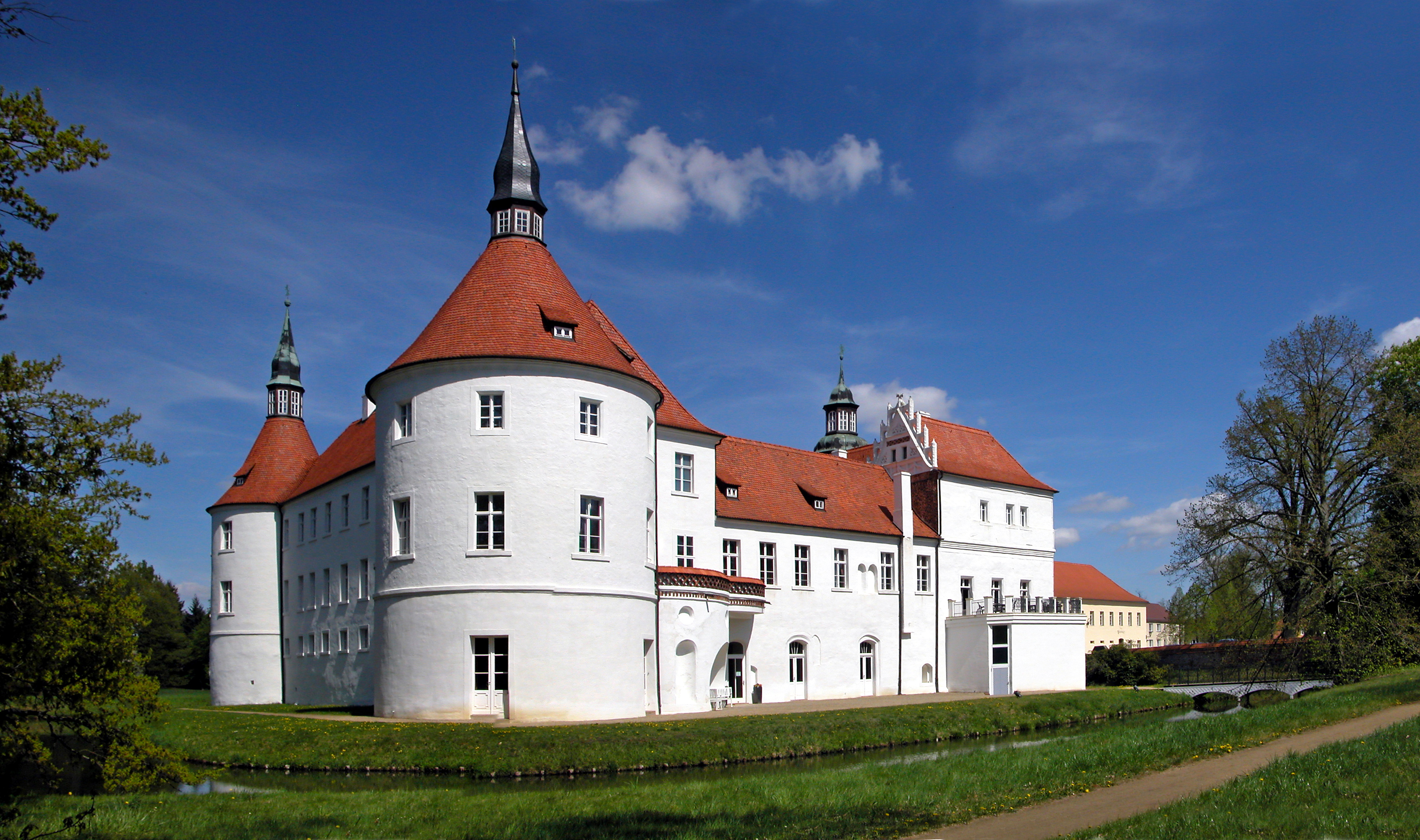
Rückseite

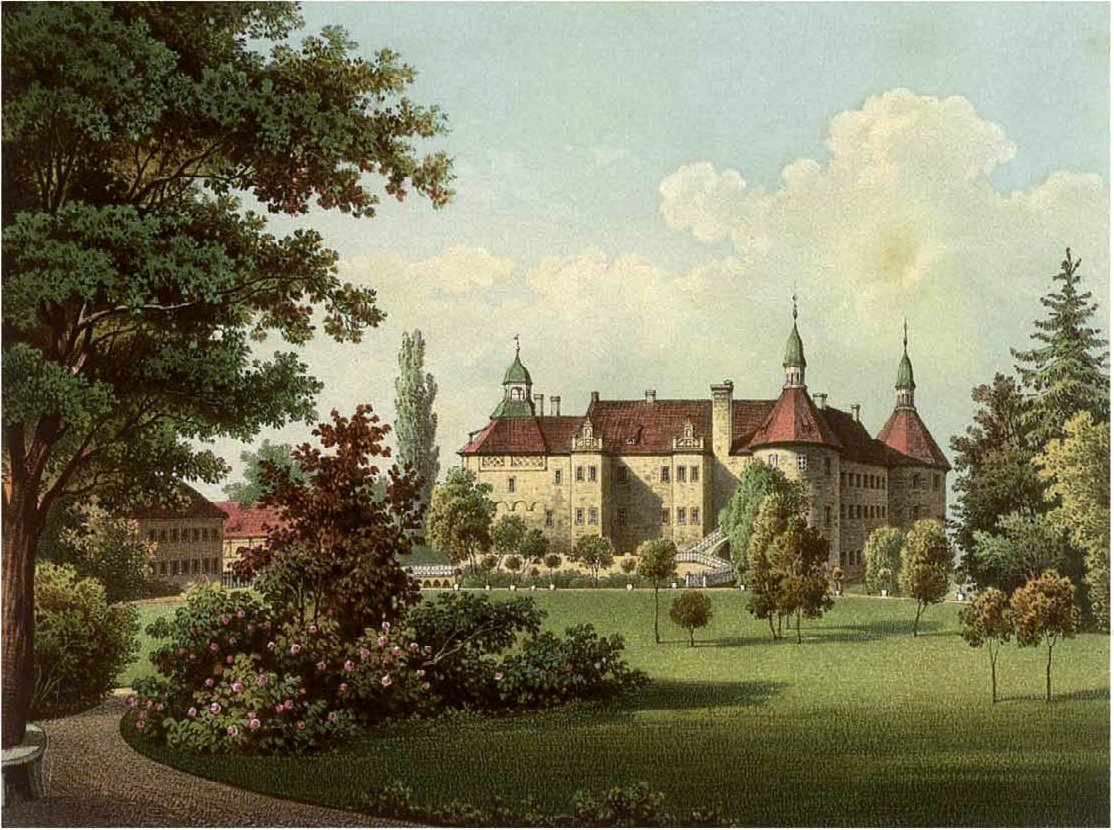
Schloss Fürstlich Drehna im 19. Jahrhundert, Gemälde aus der Sammlung Alexander Dunckers

Bereits im Jahr 1301, dem Jahr der Ersterwähnung Fürstlich Drehnas, war im Ort eine Wasserburg vorhanden. Ab dem 14. Jahrhundert war das Schloss Sitz der Herrschaft Drehna. Ursprünglich bestand der Bau aus drei getrennten Gebäuden, dem heutigen Ostflügel sowie zwei getrennt stehenden Wohngebäuden. Diese drei Gebäude wurden im 15. Jahrhundert miteinander verbunden und nach der Übernahme durch die Familie von Minckwitz unter einem einheitlichen Dach zusammengefasst. Das Dachwerk ist auf das Jahr 1524 datiert. Von außen sind der südwestliche Ziergiebel mit Eselsbogen und Fialen sowie das Backsteingesims aus Formsteinen an der Südseite des Schlosses erkennbar.
Um das Jahr 1560 wurde das Schloss zu einer Vierflügelanlage ausgebaut. Das Dachwerk des Nordflügels ist auf das Jahr 1562 datiert. Zudem wurden die Wehrmauer mit zwei runden Wehrtürmen sowie die vermutlich zuvor freistehende Kapelle auf der Südseite mit einbezogen. Der damalige quadratische Torturm am Ostflügel wurde ausgebaut, im Jahr 1752 kamen ein achteckiger Fachwerkaufsatz und eine Laterne hinzu. Die Nordfassade des Schlosses verfügt über zwei turmartige und mit Staffelgiebeln aus der Zeit der Spätrenaissance geschmückte Rechteckbauten. Zwischen diesen befindet sich ein Altan auf einer hohen, zweijochigen Arkade.
Im Dreißigjährigen Krieg wurde das Wasserschloss stark beschädigt. Erste Instandsetzungsarbeiten begannen in der zweiten Hälfte des 17. Jahrhunderts, planmäßig saniert wurde das Gebäude jedoch erst ab 1697, nachdem das Schloss und die Herrschaft Drehna durch die Grafen von Promnitz erworben wurden. 1669 wurde Drehna bereits zu den Herrschaften im Landtag der Niederlausitz gezählt. Im Zuge der Sanierung wurden die Innenräume wiederhergestellt und die Flügel vereinheitlicht. Der Westflügel wurde vermutlich ab 1737 ausgebaut und mit regelmäßig angeordneten Fenstern versehen. Der Laubengang mit Kreuzgratgewölbe vor dem Südflügel wurde im 18. oder 19. Jahrhundert zugebaut. Der ursprünglich dort stehende Brunnen befindet sich heute an der Brücke zum Ostflügel.
1807 kaufte Moritz zu Lynar die Herrschaft Drehna, der im Jahr zuvor zum Fürsten erhoben worden war. Dieser ließ den damaligen Ortsnamen Deutsch Drehna in Fürstlich Drehna ändern, womit auch das Schloss den neuen Namen erhielt. Der Fürst vererbte die Standesherrschaft seiner verwitweten Schwiegertochter; deren zweiter Ehemann Ernst Julius Freiherr von Eckardstein verkaufte sie 1877 an den Bremer Reeder und Handelsherrn Christian Heinrich Wätjen. Danach erfolgte eine erneute Umgestaltung der Innenräume für die Reederfamilie Wätjen.
Im Inneren des Schlosses ist im Erdgeschoss noch zum größten Teil das ursprüngliche Gewölbe erhalten. Hier sind Tonnengewölbe, Rippengewölbe, Kreuzgratgewölbe und Zellengewölbe zu finden. Im Obergeschoss des Ostflügels befand sich eine große Halle mit schwerer Holzbalkendecke aus dem Jahr 1527. Die Halle wurde im 19. Jahrhundert umgestaltet und unterteilt. Die ehemalige Kapelle befindet sich heute im Mittelteil des Südflügels, ist zellengewölbt und verfügt über einen dreiseitigen Ostschluss, also eine dreiseitige Rückwand. Im Obergeschoss befinden sich Stuckdecken mit dem Promnitzschen Wappen aus der Zeit um 1700.
Am 20. April 1945 wurde das Schloss durch Soldaten der Roten Armee überfallen und geplündert. Die damalige Besitzerin des Schlosses, Elisabeth von Wallenberg-Pachaly, geb. von Loebenstein, verwitwete von Wätjen, floh daraufhin nach Bremen; ihr zweiter Ehemann wurde auf der Flucht erschossen. Nach dem Zweiten Weltkrieg wurde das Schloss enteignet. 1948 sollte es zunächst abgerissen werden, anschließend wurde es zu DDR-Zeiten zunächst als FDGB-Schule und später als Jugendwerkhof genutzt. Ab 1986 stand das Schloss leer. 1995 wurde das Bauwerk mit sieben weiteren umliegenden Gebäuden von der Brandenburgischen Schlösser GmbH übernommen. Zwischen 1994 und 2007 fand eine umfassende Sanierung statt. Am 20. Oktober 2007 wurde das Schloss einem privaten Betreiber übergeben, der es zu einem Hotel umbaute.
Im Jahr 2024 wurde das Schloss Fürstlich Drehna an den Unternehmer Marc Hildebrandt aus Potsdam verkauft. Das Hotel wurde im Zuge der geplanten Umnutzung im November 2024 geschlossen. Seit 2025 wird das Gebäude von dem französischen Unternehmen Châteauform, das Seminar- und Tagungshäuser betreibt, genutzt. Der Ort verlor durch den Verkauf sein soziales Zentrum.

## Schlosspark

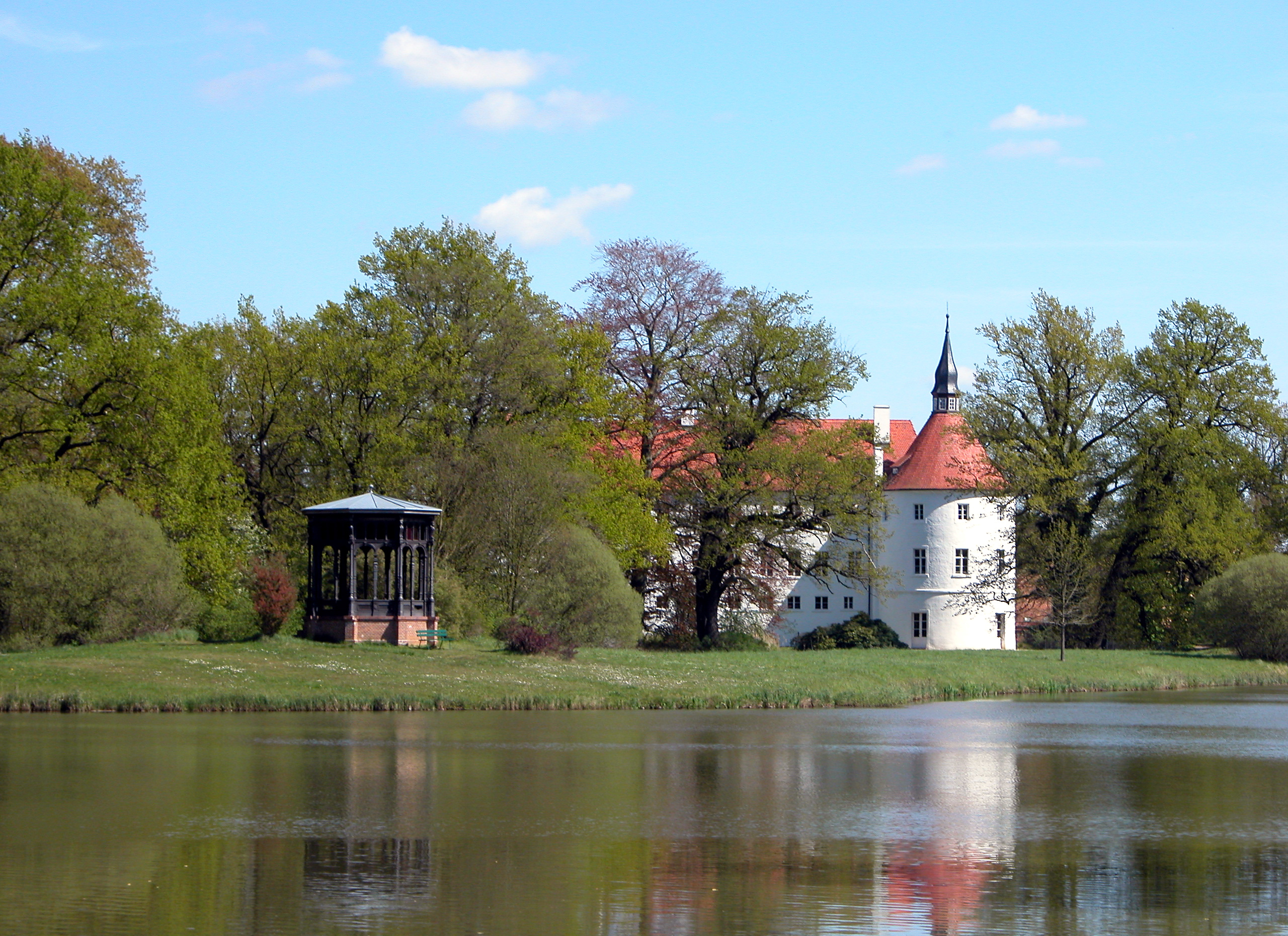
Schloss mit Pavillon und Schlossteich im Vordergrund

Der Schlosspark des Wasserschlosses wurde vermutlich 1807 von Peter Joseph Lenné geschaffen. Ab 1819 wurde er unter Fürst Otto Mandrup Heinrich zu Lynar zu einem Landschaftspark umgestaltet. Ab 1877 wurde der Schlosspark durch die neuen Besitzer umfassend erweitert.
Ab Ende der 1970er-Jahre wurden große Teile des äußeren Parks in den Braunkohletagebau Schlabendorf-Süd einbezogen. Der innere Park wurde infolgedessen verkleinert und umgestaltet. Der 1992 am Schlossteich aufgestellte gusseiserne Pavillon mit bunter Verglasung stammt etwa aus dem Jahr 1925 und stand zuvor im Schlosspark von Saßleben.

## Gutsanlage

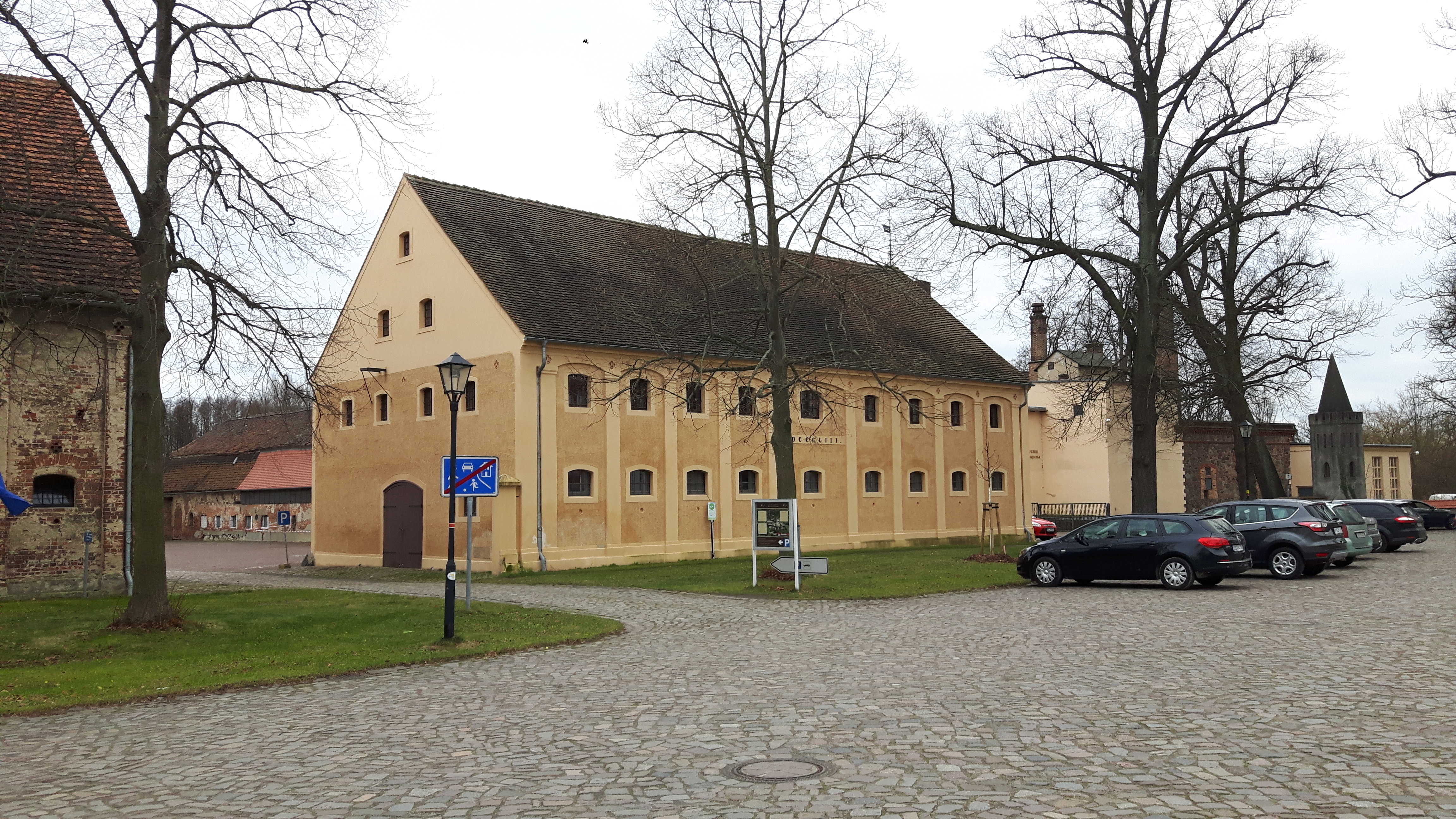
Wirtschaftshof des Wasserschlosses (2017)

Auf dem dreieckigen Lindenplatz vor dem Schlossgraben befindet sich der ehemalige Schloss- und Gutshof Fürstlich Drehnas. Vor der Einfahrt befinden sich Torpfeiler aus dem Jahr 1895 sowie hohe Postamente mit steinernen Hirschen. Auf der anderen Seite des Platzes befindet sich unter anderem der ehemalige Wirtschaftshof mit überformten Scheunen und Stallungen, überwiegend aus der zweiten Hälfte des 19. Jahrhunderts. Westlich an den Wirtschaftshof schließt sich die Brauerei an, ein zweigeschossiger Putzbau aus dem 18. Jahrhundert. Dieser wurde später stark erweitert und mit einem neugotischen Turm versehen.

## Amtshaus

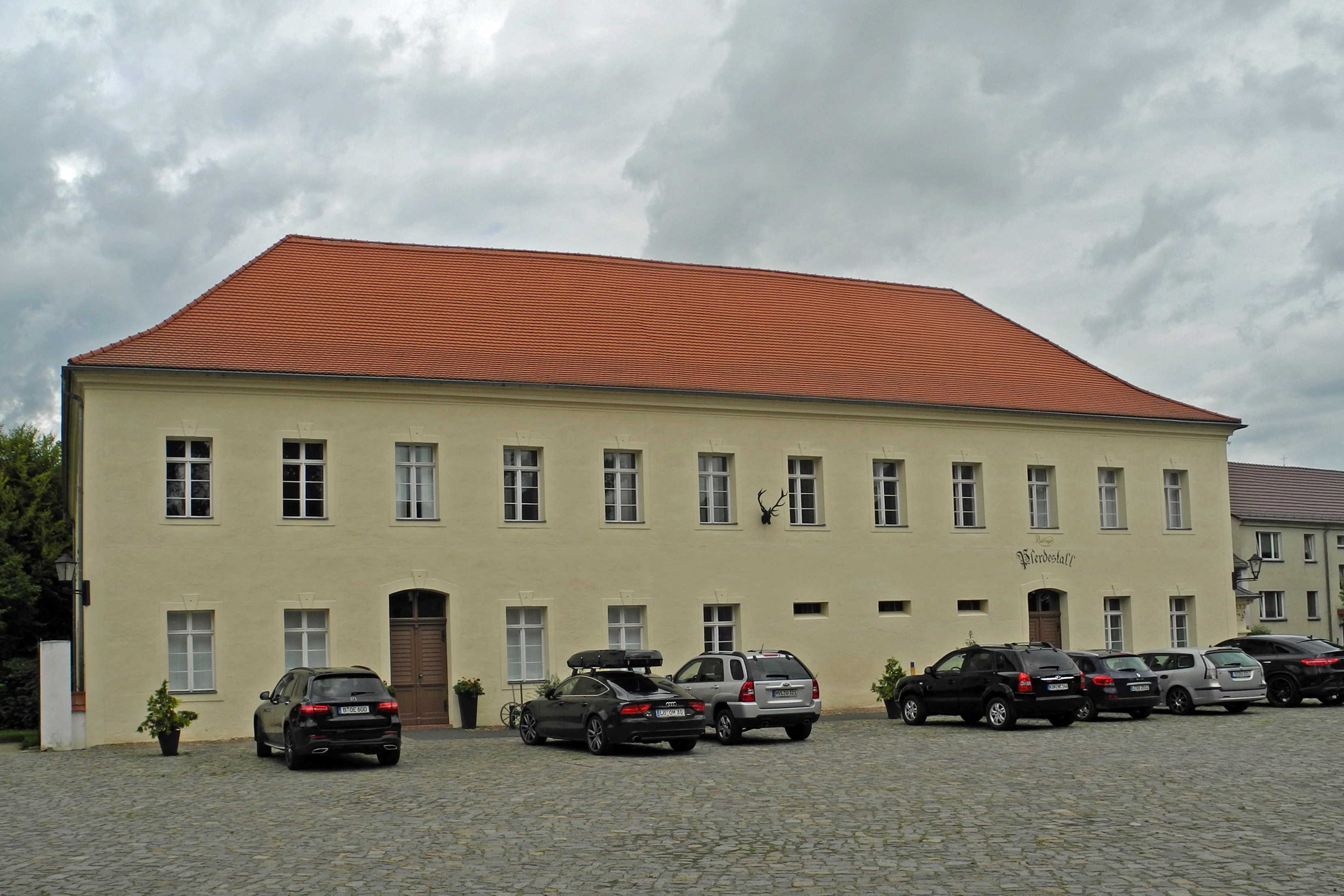
Amtshaus und ehemaliger Pferdestall (2017)

Bei dem ehemaligen Amtshaus handelt es sich um einen zweigeschossigen Putzbau aus der zweiten Hälfte des 18. Jahrhunderts. Der Grundriss ist L-förmig mit überzogenem Walmdach. Das Erdgeschoss wurde im 19. Jahrhundert zum Teil als Pferdestall genutzt. Zwischen 1997 und 2007 erfolgte eine umfassende Sanierung des Amtshauses, heute ist es Teil des Schlosshotels.

## Nachweise
1. ↑  Eintrag zur Denkmalobjektnummer 09140056 in der Denkmaldatenbank des Landes Brandenburg, abgerufen am 16. Januar 2022.
2. 1 2 3 4  Georg Dehio: Handbuch der deutschen Kunstdenkmäler: Brandenburg. Deutscher Kunstverlag, München / Berlin 2012, ISBN 978-3-422-03123-4, S. 364f.
3. 1 2  Carola Nathan: Heiraten auf Fürstlich Drehna. In: monumente-online.de. Dezember 2007, abgerufen am 19. November 2017.
4. ↑  Wie im Märchen: Orte der Verzauberung. Welt, 28. Dezember 2015, abgerufen am 16. Januar 2022.
5. ↑  Julia Siebrecht: Unternehmer und Denkmalliebhaber übernimmt Anwesen. Lausitzer Rundschau, 11. April 2024, abgerufen am 13. April 2024.
6. ↑   ˋˋWenn das Schloß für die Anwohner verschwindet´´, rbb24, 14. Mai 2025
7. 1 2  Georg Dehio: Handbuch der deutschen Kunstdenkmäler: Brandenburg. Deutscher Kunstverlag, München / Berlin 2012, ISBN 978-3-422-03123-4, S. 366.

Koordinaten: 51° 45′ 36,3″ N, 13° 48′ 9,7″ O